# وحدة اللوجستيات متعددة الأغراض

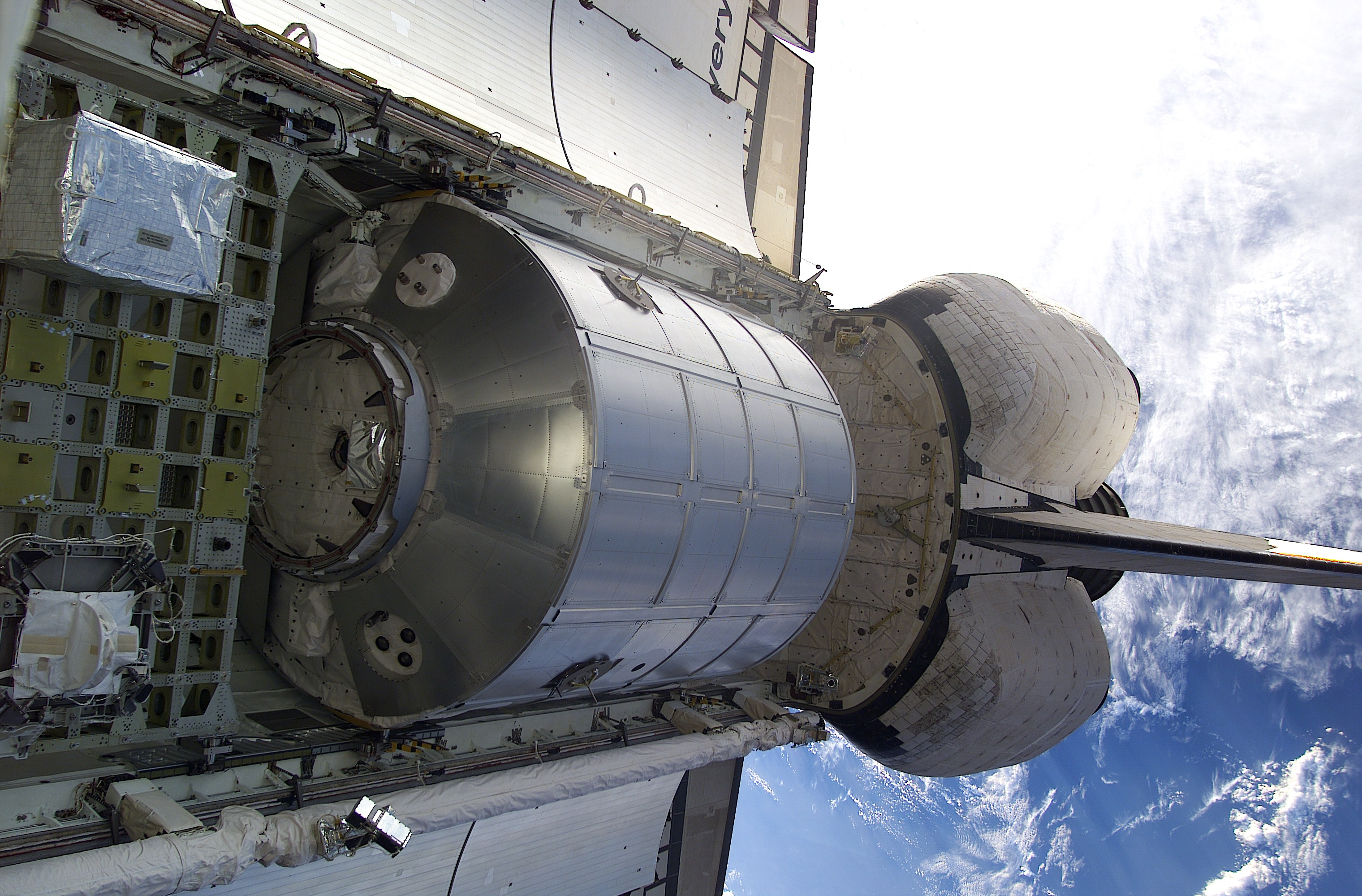

وحدة اللوجستيات متعددة الأغراض (MPLM) هي حاوية كبيرة مضغوطة استُخدمت في مهمات مكوك الفضاء لنقل الحمولة من وإلى محطة الفضاء الدولية (ISS). قامت اثنتان من وحدات اللوجستيات متعددة الأغراض باثنتي عشرة رحلة في مخزن الحمولة في المكوك، ورست في البداية في وحدة محطة الفضاء الدولية يونيتي ولاحقًا في وحدة هارموني. اعتبارًا من هذه الوحدات، جرى تفريغ الإمدادات، وأُعيد تحميل التجارب المنتهية والنفايات. بعد ذلك كانت إم بي إل إم ترسو في المكوك الفضائي من أجل العودة إلى الأرض. بنت وكالة الفضاء الإيطالية ثلاث وحدات، هي: ليوناردو، ورافاييلو، ودوناتيلّو.
عُدلت الوحدة ليوناردو في عام 2010 لتحويلها إلى وحدة دائمة متعددة الأغراض (بي إم إم)، وجرى ربطها بمحطة الفضاء الدولية بشكل دائم أثناء مهمة إس تي إس-133 في مارس عام 2011. كانت وحدة رافاييلو آخر حمولة لمكوك فضاء ناسا في يوليو عام 2011. عادت إلى الأرض مع مكوك الفضاء، وخُزنت في مركز كينيدي للفضاء. لم تُطلق الوحدة دوناتيلّو أبدًا.
كانت هناك سبع وثلاثون مهمة لمكوك الفضاء إلى محطة الفضاء الدولية. حلّقت وحدات اللوجستيات متعددة الأغراض اثنتي عشرة مرة، بالإضافة إلى وحدات المختبر الفضائي التي حلقت إلى محطة الفضاء الدولية تسع مرات.

## التصميم
إنّ وحدة اللوجستيات متعددة الأغراض عبارة عن أسطوانة كبيرة مزودة بآلية إرساء مشتركة في أحد طرفيها، ومُثبتات خُطّافية للسماح لكانادارم-2 بنقلها من مخزن الحمولة في المكوك إلى منفذ الإرساء في الجزء المداري الأمريكي من محطة الفضاء الدولية.

### الطاقة أثناء الإطلاق
كان من الممكن توصيل إم بي إل إم بمصدر الطاقة الخاصة بالمكوك عن طريق ذراع التشغيل الكهربائي السُّري عن بعد (آر أو إي يو) من أجل توفير الطاقة للمعدات والتجارب داخل إم بي إل إم خلال عملية الإطلاق. ثُبِّت الذراع السري إلى الجانب اليميني من مخزن الحمولة على طول الجدار الجانبي، وكان عبارة عن ذراع سُري قابل للطي جرى توصيله مع إم بّي إل إم عندما كانت في مخزن الحمولة. فُصل الذراع وسُحب قبل إزالة إم بي إل إم ووضعها في محطة الفضاء الدولية، ومن ثم أٌعيد توصيله عندما وُضعت إم بي إل إم في مخزن الحمولة من جديد.

## نبذة تاريخية
قدمت وكالة الفضاء الإيطالية (ACI) الوحدات لناسا بموجب عقد. بُنيت ثلاثة إم بي إل إم وسُلِّمت إلى ناسا، واختارت وكالة الفضاء الأوروبية أسماءها لتشير إلى بعض المواهب العظيمة في تاريخ إيطاليا: ليوناردو دا فينشي، ورفائيل، ودوناتيلو. على الرغم من أنّ وكالة الفضاء الإيطالية من بنت الوحدات إلّا أنها ملك لناسا.
تتمتع وحدات اللوجستيات متعددة الأغراض بتراث يعود إلى المختبر الفضائي (سبيس لاب). بالإضافة إلى وحدة كولومبوس الخاصة بوكالة الفضاء الأوروبية، تعود أصول كل من وحدات محطة الفضاء الدولية هارموني وترانكويلتي ومركبات إعادة الإمداد إيه تي في وسيغنس إلى وحدات اللوجستيات متعددة الأغراض. ابتُكر مبدأ إم بي إل إم في الأصل من أجل محطة الفضاء فريدوم. كان المفروض أن تبنيها بوينغ في البداية، لكن في العام 1992، أعلن الإيطاليون أنهم سيبنون «وحدة لوجستيات مضغوطة صغيرة»، تستطيع أن تحمل 4500 كيلو غرام (4.5 طن) من الحمولة. بعد إعادة تصميم فريدوم عام 1993، جرى مضاعفة طولها وأُعيد تسميتها «وحدة اللوجستيات متعددة الأغراض». يبلغ طول كل وحدة فارغة تقريبًا 21 قدمًا (6.4 متر)، وقطرها 15 قدمًا (4.6 متر)، ووزنها 4400 كيلوغرام (9700 رطل)، ويمكنها نقل ما يصل إلى تسعة أطنان مترية من الحمولة إلى محطة الفضاء الدولية.
كانت الوحدة دوناتيلو أكبر قدرة من الوحدتين الباقيتين، وقد صُممت لتتمكن من نقل حمولات تتطلب طاقة مستمرة بدءًا من البناء حتى الاتصال مع محطة الفضاء الدولية. ومع ذلك لم تُستخدم وحدة دوناتيلو أبدًا، وجرى تفكيك بعض من أجزائها من أجل تحويل وحدة ليوناردو إلى وحدة دائمة متعددة الأغراض.
كانت قد حلّقت كل من الوحدتين رافاييلو وليوناردو ما مجموعه اثنتي عشرة مرة مع نهاية برنامج مكوك الفضاء في عام 2011.